# Lapillus
Lapillus (кор. 라필루스; ром.: Rapilruseu; MR.: Rapilruseu; читается как Лапиллус) — южнокорейская гёрл-группа, сформированная в 2022 году компанией MLD Entertainment, состоит из шести участниц: Сяна (лидер), Шанти, Юэ, Бэсси, Совон и Хаын. 20 июня 2022 года группа выпустила свой первый сингловой-альбом Hit Ya!.

## Название
Название их группы - это латинское слово, означающее драгоценный камень, цвет которого меняется в зависимости от направления света.

## Карьера

### Пре-дебют
Шана была участницей шоу на выживание Girls Planet 999, заняв 16-е место в общем зачете. Шанти — бывшая актриса, которая находилась под влиянием Star Magic на Филиппинах и ранее появлялась в таких дорамах, как Hiwaga ng Kambat, I Got You и Starla. Шана и Шанти с декабря 2021 по август 2022 года вели на YouTube сериал под названием ChanSha World, в котором пара играла в игры и выполняла задания, позволяя фанатам узнать о них больше перед их дебютом.

### 2022-н.в: ДебютHit Ya!иGirl’s Round Part.1
16 мая 2022 года MLD Entertainment объявили, что впервые с дебюта Momoland в 2016 году они представят новую женскую группу. Участницы были представлены парами с 23 по 25 мая, начиная с Шана и Хаын, затем Совон и Юэ, и, наконец, Бесси и Шанти. Продвижение дебюта началось 13 июня с объявления названия альбома и последующих тизеров, видео и рекламы. Первая женская группа, дебютировавшая под управлением MLD Entertainment за шесть лет, Lapillus выпустила свой дебютный цифровой сингловой-альбом Hit Ya! 20 июня, состоящий из одноимённого заглавного трека и инструментала. Первое выступлене группы на музыкальном шоу вышло в эфир 23 июня 2022 года на канале Mnet M Countdown.
22 сентября Lapillus выпустили свой первый мини-альбом Girl’s Round Part.1 с ведущим треком «Gratata».
8 декабря MLD Entertainment объявили что Бесси временно приостановила свою деятельность по состоянию здоровья.
19 января 2023 года MLD Entertainment объявили, что Шанти временно приостановила свою деятельность по состоянию здоровья.
7 июня группа опубликовала тизер своего второго мини-альбома, Girl's Round Part. 2, релиз которой намечен на 21 июня.
10 июня группа объявила о своих планах дебютировать в Японии со своим первым синглом Who's Next (Japanese Ver.) on 2 августа.

## Участницы
| Сценический псевдоним | Сценический псевдоним | Настоящее имя        | Настоящее имя        | Дата рождения | Позиция в группе                                      |
| Основной              | Другой                | На русском           | Хангыль/Кандзи/Ханча | Дата рождения | Позиция в группе                                      |
| --------------------- | --------------------- | -------------------- | -------------------- | ------------- | ----------------------------------------------------- |
| Шана                  | Shana                 | Нонака Шана          | 野仲 紗奈            | 13.03.2003    | Лидер, ведущая вокалистка                             |
| Шанти                 | Chanty                | Мария Шанталь Видела | 마리아 샹탈 비델라   | 15.12.2002    | Вокалистка, лицо группы                               |
| Юэ                    | Yue                   | Нэнси Ян             | 严南茜               | 03.07.2004    | Главная вокалистка, ведущий танцор, вижуал            |
| Бэсси                 | Bessie                | Ким Сусанна          | 김수산나             | 15.07.2004    | Главная вокалистка, рэпер                             |
| Совон                 | Seowon                | Чан Со Вон           | 장서원               | 05.12.2006    | Главный рэпер, вокалистка                             |
| Хаын                  | Haeun                 | Им Ха Ын             | 임하은               | 02.11.2008    | Главный танцор, ведущий рэпер, вокалист, центр, макнэ |

## Дискография

### Мини-альбомы
- Girl’s Round Part.1 (2022)
- Girl's Round Part.2 (2023)